# Таргутай-Кирилтух
Таргутай-Кирилтух, Таркутай-Кирилтук, Таргудай-Кирилту (монг. Таргудай Хирилтуг?, ᠲᠠᠷᠭᠣᠳᠠᠢ
ᠬᠢᠷᠢᠯᠲᠦᠬ?; ? — ок. 1200 или 1201) — предводитель тайджиутов во второй половине XII — начале XIII века, один из главных соперников Тэмуджина-Чингисхана на пути к власти.

## Имя и происхождение

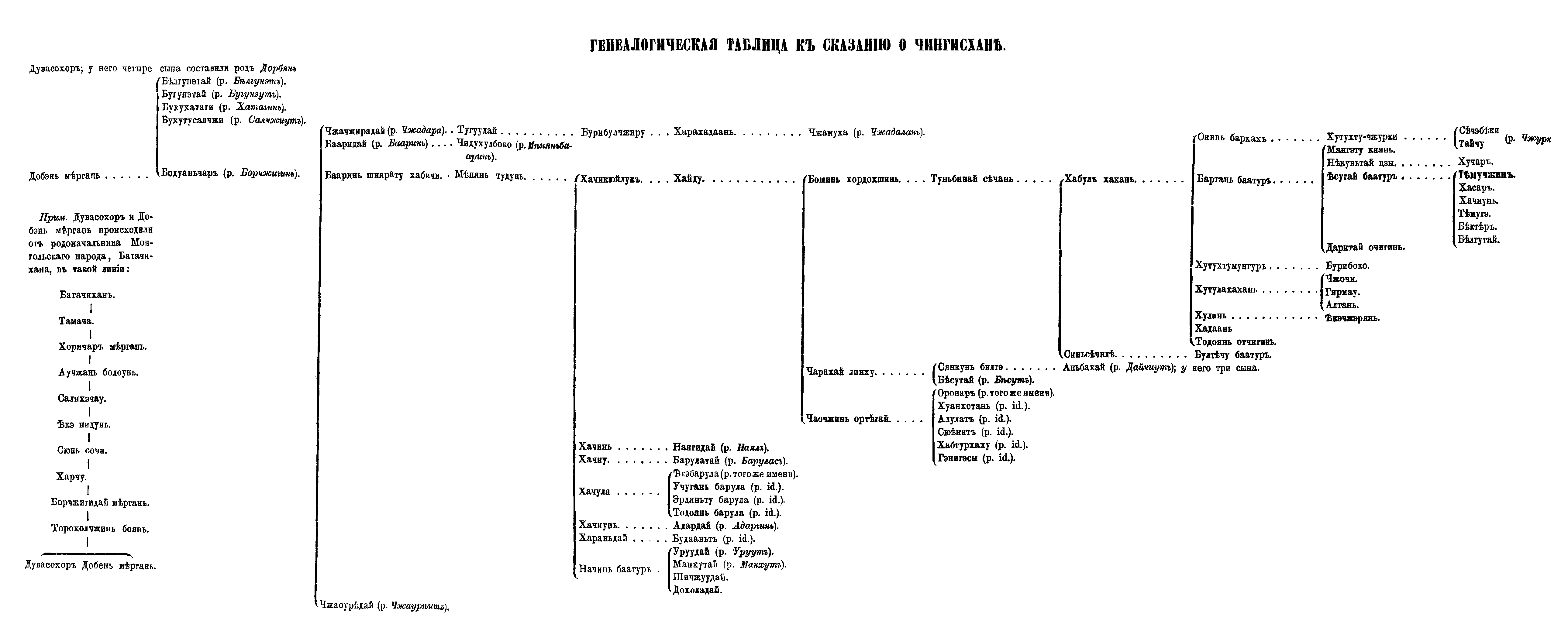
Родословная Борджигинов по Палладию (Кафарову); Таргутай указан в числе сыновей Амбагая.

Хотя источники уделяют Таргутай-Кирилтуху достаточно много внимания, сведений о происхождении и жизни этого человека до 70-х гг. XII века почти нет. Согласно Палладию (Кафарову), он был одним из сыновей хана Амбагая, непродолжительное время возглавлявшего союз монгольских племён (иногда именуемый «протогосударством Хамаг-монгол»). Рашид ад-Дин считал отцом Таргутая некоего Адал-хана. Об Адал-хане известно, что он был старшим братом сына и наследника Амбагая Хадаан-тайши; таким образом, Таргутай в изложении Рашид ад-Дина уже приходится Амбагаю внуком. Потомками Таргутай-Кирилтуха, по мнению А. Очира, являются таргуды, зафиксированные в составе дербетов сомонов Давст, Сагил, Бухемурен, Ховд, Умнеговь, Улаангом, Тургэн и Улгий аймака Увс. 
Предметом споров служит и имя предводителя тайджиутов. Большинство авторов не соглашаются с трактовкой Рашид ад-Дина, по которой «Таргутай» является личным именем, а «Кирилтух» — прозвищем, означающим «завистник» или «скупой». Ф. В. Кливз, А. Очир и Дж. Мэн полагают, что «Таргутай» — лишь эпитет в значении «толстяк», ссылаясь на «Сокровенное сказание монголов»; согласно данному источнику, Таргутай-Кирилтух отличался такой тучностью, что не мог даже ездить верхом. П. Пеллио, выступая в защиту версии Рашид ад-Дина, заметил, что в своём труде историк упоминает как минимум ещё двоих людей с именем Таргутай; в то же время Пеллио сомневался в достоверности предложенного автором перевода прозвища «кирилтух», отмечая, что этого или хотя бы близкого по звучанию слова нет ни в одном из монгольских или тюркских языков. 
Персидские летописи сообщают некоторые сведения о личности и даже внешнем облике Таргутай-Кирилтуха: по Рашид ад-Дину, это был человек высокого роста и крупного телосложения, скверный нравом и враждовавший со многими своими родичами, но вместе с тем «чрезвычайно храбрый» и воинственный. 

## Биография
После гибели Амбагая и его наследника Хадаан-тайши монгольские племена подняли вопрос о том, кому из князей-нойонов следует передать власть. В сложившемся кругу претендентов выделились Таргутай-Кирилтух (вероятно, старший среди тайджиутской знати) и вождь киятов Есугей-багатур, отец будущего Чингисхана. В силу внешних и внутренних причин новый хан так не был избран, что только подогрело вражду между двумя нойонами. Около 1171 года Есугей умер, и тайджиуты, возглавленные Таргутаем и его родственником Тодоен-Гиртэ, бросили вдов и детей погибшего недруга. Лишившись скота и почти всех своих людей, несколько лет семья Есугея жила в скитаниях и нищете. Опасаясь мести старшего сына Есугея Тэмуджина, Таргутай-Кирилтух стал преследовать Оэлун и её детей. Однажды во главе вооружённого отряда Таргутай напал на её становище, потребовав выдачи Тэмуджина; предлогом для этого послужило убийство Тэмуджином своего сводного брата Бектера, возможно, бывшего у тайджиутов доносчиком. Тэмуджин смог убежать и спрятаться; несколько дней он провёл в лесу, но после, не вынеся голода, вышел и был схвачен. По приказу Таргутая Тэмуджина подвергли наказанию: на его шею надели деревянную колодку, а сам он отныне становился рабом. Однако мальчик нашёл способ бежать: когда тайджиуты, устроив по случаю празднования дня Красного Круга (полнолуния) пир, оставили пленника под охраной слабосильного паренька, Тэмуджин, оглушив стражника колодкой, бежал и спрятался в водах Онона. Его обнаружил проезжавший мимо батрак Сорган-Шира и вместе со своими детьми — сыновьями Чилауном и Чимбаем и дочерью Хадаан — помог возвратиться домой. 
Как сообщает «Синь Юань ши», Таргутай-Кирилтух и его тайджиуты участвовали в битве при Далан-Балджутах («битве тринадцати куреней») на стороне бывшего побратима Чингисхана Джамухи. Отношения между названными братьями ещё до этого события были крайне напряжёнными, и гибель младшего брата Джамухи от рук нукеров Чингиса дала весомый повод развязать войну. В тяжёлом бою Чингисхан потерпел поражение и был вынужден бежать. 
Таргутай-Кирилтух и некоторые другие тайджиутские нойоны (Аучу-багатур, Ходун-Орчан, Худудар) упоминаются в числе вождей, возведших Джамуху в гурханы в 1201 году. Примерно в это же время против тайджиутов выступили Чингисхан и его союзник — кереитский хан Тоорил (Ван-хан). Точный год, в котором состоялся этот поход, не установлен и варьируется в зависимости от источника. По «Сокровенному сказанию», он имел место в 1201 году. «Джами ат-таварих» датирует его 1200 годом, до избрания Джамухи гурханом; в пользу этой даты высказываются и некоторые современные китайские исследователи.
По предположению Е. И. Кычанова, Чингисхан бился с тайджиутами один, тогда как Тоорил отправился преследовать пришедших на помощь последним меркитов. Сражение длилось весь день; в ходе него Чингисхан, по-видимому, лично участвовавший в бою, был ранен стрелой в шею и потерял сознание. От смерти хана спас его нукер Джэлмэ, вовремя высосавший из раны кровь. Не добившись решительного преимущества, к вечеру обе стороны прекратили бой и разбили лагеря неподалёку друг от друга. За ночь большая часть тайджиутов покинула место битвы, и к утру по приказу Чингисхана за ними была устроена погоня. Многие, включая почти всю знать, были перебиты вплоть до ближайших родственников, некоторые сдались в услужение. 
Сам Таргутай-Кирилтух, спасаясь от монгольских войск, скрылся в лесах, но был обнаружен и схвачен своими же людьми — стариком Ширгуэту-Эбугеном из племени баарин и его сыновьями Алаком и Наяа. Младшие братья и сыновья Таргутая, намереваясь отбить пленника, окружили бааринцев, однако Таргутай под угрозой быть зарезанным Ширгуэту приказал родственникам поворачивать назад. Поначалу Ширгуэту хотел выдать Таргутая Чингисхану, но был отговорён Наяа, опасавшимся возможной казни за предательство. Послушав сына, Ширгуэту отпустил Таргутая; впоследствии этот поступок бааринцев был оценён Чингисханом. И. де Рахевильц ставил достоверность этого рассказа под сомнение, считая его скорее анекдотическим, нежели соответствующим действительности.    
Хотя рассказ о пленении Таргутая встречается и у Рашид ад-Дина, и в китайских источниках, судьба тайджиутского вождя после похода в них складывается иначе: преследуя Таргутая-Кирилтуха и Худудара, войска Чингисхана нагнали их в местности Улункут-Турас. В бой с Таргутаем вступил Чилаун, и, ударив того копьём в пах, сбил с коня; от полученной раны Таргутай умер.

## Образ
Литература
- «Чёрный волк» — роман немецкого писателя Курта Давида (1966);
- «Жестокий век» — роман советского писателя И. К. Калашникова (1978);
- «Повелитель Вселенной» — роман американской писательницы Памелы Сарджент (1993);
- «Ждите, я приду» — роман российского писателя Ю. И. Фёдорова (1998);
- «Волк равнин» — роман английского писателя Конна Иггульдена (2007). В книге фигурирует под именем Илак.
- «Тэмуджин» — роман российского писателя А. С. Гатапова.

Кинематограф
- «Завоеватель» (США; 1956); в роли — Лесли Брэдли;
- «Чингисхан» (Гонконг; 1987);
- «Чингисхан» (Китай; 1998); в роли — Батдоржийн Баасанджав;
- «Чингисхан» (Китай; 2004);
- Таргутай-Кирилтух не появляется, но упоминается в фильме «Первый нукер Чингисхана» (Россия; 2005);
- «Монгол» (Россия, Германия, Казахстан; 2007); в роли — Амаду Мамадаков;
- «Чингиз-хан. На край земли и моря» (Япония, Монголия; 2007); в роли — Сатоси Дзимбо;
- «Тайна Чингис Хаана» (Россия, Монголия, США; 2009); в роли — Тувшинхуу Мунхзаяа;
- «Чингисхан» (Китай; 2018); в роли — Чжао Лисинь.

Мультипликация
- «Жили-были... Искатели», серия 4 — «Чингисхан» (Франция; 1997);
- «Чингисхан» (Италия; 2006).

Комиксы и манга
- «Genghis Khan — The Mighty Warrior».

Другое
- Таргутай-Кирилтух является одним из неигровых персонажей видеоигры Genghis Khan II: Clan of the Gray Wolf (1993).